# Dejan Stefanović
Dejan Stefanović (in serbo Дејан Стефановић?; Niš, 28 ottobre 1974) è un ex calciatore serbo, di ruolo difensore.

## Palmarès

### Club

#### Competizioni nazionali
- Campionati della RF di Jugoslavia: 1

Stella Rossa: 1994-1995
- Coppe di Jugoslavia: 1

Stella Rossa: 1994-1995